# Топорков, Владимир Фёдорович
Влади́мир Фёдорович Топорко́в (1940—2003) — советский и российский партийный и государственный деятель, первый секретарь Липецкого областного комитета КПСС (1991), председатель Липецкого облисполкома (1989—1991), народный депутат РСФСР (1990—1993), депутат Государственной Думы Российской Федерации (1995—2003).

## Биография
В. Ф. Топорков родился 4 декабря 1940 года в деревне Троицкое (ныне Добринского района Липецкой области). Окончил Усманский совхоз-техникум, а затем Мичуринский педагогический институт. С 1964 работал журналистом в районных газетах Липецкой области.
В 1972 году переведён на партийную и советскую работу: в 1972—1982 — секретарь Становлянского райкома КПСС, председатель Становлянского райисполкома, в 1982—1989 — первый секретарь Добровского райкома КПСС.
В сентябре 1989 В. Ф. Топорков назначен председателем Липецкого областного исполнительного комитета Совета народных депутатов. 14 августа 1991 года избран первым секретарём Липецкого обкома КПСС (КП РСФСР). Липецкий облсовет оказался в числе немногих региональных органов власти, поддержавших ГКЧП во время августовских событий 1991 года в Москве. 21 августа 1991 года указом президента РСФСР Б. Ельцина Топорков был отстранён от исполнения обязанностей председателя облисполкома
В 1990 году В. Ф. Топорков был избран народным депутатом РСФСР. В 1995—2003 годах являлся депутатом Государственной Думы Российской Федерации двух созывов от Елецкого избирательного округа № 101 (побеждал на выборах в декабре 1995 и 1999 годов). В 1992 был избран первым секретарём Липецкого областного комитета КПРФ, членом ЦК КПРФ.
В. Ф. Топорков умер 18 июня 2003 года.

## Литературная и журналистская деятельность
В 1991—1995 В. Ф. Топорков работал специальным корреспондентом газеты «Советская Россия» по Черноземью. Является автором книг, повестей, рассказов, очерков, публицистики. Член Союза писателей России, академик Академии российской словесности, лауреат областной писательской премии имени Бунина, заслуженный работник культуры Российской Федерации.

## Награды
- орден Трудового Красного Знамени
- медали

## Источник
Липецкая энциклопедия. Том 3.